# Phidianidae
Phidianidae é uma família de moluscos da ordem Nudibranchia que inclui três géneros com distribuição natural nos oceanos tropicais. Taxonomias recentes incluem esta família na família Facelinidae.

## Géneros
A família Phidianidae inclui os seguintes géneros:
- Moridilla
- Phidiana
- Rolandia